# Edificio New York County Lawyers Association
El edificio New York County Lawyers' Association  es un edificio histórico ubicado en Nueva York, Nueva York. Se encuentra inscrito como un Hito Histórico Neoyorquino en la Comisión para la Preservación de Monumentos Históricos de Nueva York, al igual que en el Registro Nacional de Lugares Históricos desde el 29 de octubre de 1982.  

## Ubicación
El edificio New York County Lawyers' Association se encuentra dentro del condado de Nueva York en las coordenadas 40°42′43″N 74°00′35″O / 40.711944, -74.009722.